# Concertación Plural
La Concertación Plural popularmente conocida como La Concertación es una alianza electoral fundada en 2006 para sostener el gobierno de Néstor Kirchner y la candidatura presidencial de la esposa de Kirchner, Cristina Fernández, quien resultó elegida como Presidenta de la Nación para el período 2007-2011.
La Concertación se inspira a la Concertación de Partidos por la Democracia del país transandino Chile y ocupa como él, el espacio de centro-izquierda del espectro político de la Argentina. 
La alianza se compone principalmente de partidarios del peronismo de izquierda que se reunieron en el Frente para la Victoria y también del Partido de la Concertación FORJA, formado por miembros disidentes de la Unión Cívica Radical, conocidos como Radicales K.
Tras la derrota del gobierno en las elecciones nacionales de junio de 2009 se temió que la Concertación quedaría disuelta por completo, tras la defección del vicepresidente Julio Cobos, el gobernador de la Provincia de Río Negro, Miguel Saiz, y gran cantidad de legisladores radicales K. No obstante, otros dirigentes decidieron fundar el Partido de la Concertación FORJA, del cual fue presidente la diputada nacional Silvia Vázquez. Hasta mediados de 2010 contaban con el apoyo de varios dirigentes notables de origen radical, entre ellos el entonces gobernador de la Provincia de Santiago del Estero, Gerardo Zamora, el Subsecretario General de la Presidencia, Gustavo López, y otros dirigentes.